# Rhampholeon spectrum
Rhampholeon spectrum — вид ігуаноподібних ящірок родини хамелеонових (Chamaeleonidae). Мешкає в Центральній Африці.

## Поширення і екологія
Rhampholeon spectrum мешкають в Нігерії, Камеруні, Екваторіальній Гвінеї (зокрема на острові Біоко) і Габоні, можливо, також в ЦАР і Республіці Конго. Вони живуть у вологих рівнинних і гірських тропічних лісах, на висоті до 1900 м над рівнем моря. Відкладають яйця, в кладці до 18 яєць.

## Опис
Хамелеони Rhampholeon spectrum — невеликі ящірки довжиною до 10 см з дуже короткими, чіпкими хвостами. Вони здатні змінювати забарвлення, однак переважно верхня частина тіла у них коричнева або сіра. Від очей через живіт до основи хвоста у них іде смуга, яка, однак, не завжди яскраво виражена. На тілі можуть бути яскраві смуги і плями. Подібно до більших хамелеонів, Rhampholeon spectrum здатні рухати незалежно різними очима, мають протиставлені пальці на передніх і задніх лапах, а їх язик здатний далеко викидатися для захоплення здобичі. У самців хвіст біля основши ширший, ніж у самиць.